# Gun (canción)
«Gun» —en español: «Pistola»— es una canción de la banda de synthpop escocesa Chvrches, perteneciente a su álbum debut The Bones of What You Believe. Fue lanzado como tercer sencillo oficial de la banda el 15 de junio de 2013 a través de Virgin/Goodbye Records.

## Lanzamiento
«Gun» debutó en Zane Lowe de BBC Radio 1 el 27 de mayo de 2013. Fue transmitido más tarde en la página de Soundcloud oficial de la banda.
El sencillo fue lanzado 15 de julio en el Reino Unido como una descarga y vinilo de 12" de color rosa. Gun (Remixes) EP, con cuatro remixes de varios artistas, también fue lanzado junto con un sencillo promocional.

## Video musical
Un video musical de la canción fue lanzada el 14 de junio de 2013.

## Lista de canciones
Edición de vinilo

Todas las canciones escritas y compuestas por Chvrches. 
| N.º | Título                   | Duración |  |
| 1.  | «Gun»                    | 3:53     |  |
| 2.  | «Gun» (Auntie Flo remix) | 5:53     |  |
| 3.  | «Gun» (KDA remix)        | 4:37     |  |
| 4.  | «Gun» (DJ Helix remix)   | 4:08     |  |

Gun (Remixes) EP

| N.º | Título                     | Duración |  |
| 1.  | «Gun»                      | 3:53     |  |
| 2.  | «Gun» (Jamie Isaac remix)  | 4:04     |  |
| 3.  | «Gun» (Auntie Flo remix)   | 5:53     |  |
| 4.  | «Gun» (Groundislava remix) | 5:43     |  |
| 5.  | «Gun» (DJ Helix remix)     | 4:08     |  |

Sencillo promocional

| N.º | Título               | Duración |  |
| 1.  | «Gun»                | 3:54     |  |
| 2.  | «Gun» (Instrumental) | 3:54     |  |

## Personal
Chvrches
- Lauren Mayberry - voces, sintetizadores adicionales, producción
- Iain Cook - sintetizadores, guitarra, bajo, voz, producción
- Martin Doherty - sintetizadores, samplers, voz, producción

Otro personal
- Rich Costey - mezcla
- Jonny Scott - batería

## Posicionamiento en listas
| Listas (2013)    | Mejor Posición |
| ---------------- | -------------- |
| Japan Hot 100    | 82             |
| Tokio Hot 100    | 44             |
| UK Singles Chart | 55             |